# Ryszard Hoszowski

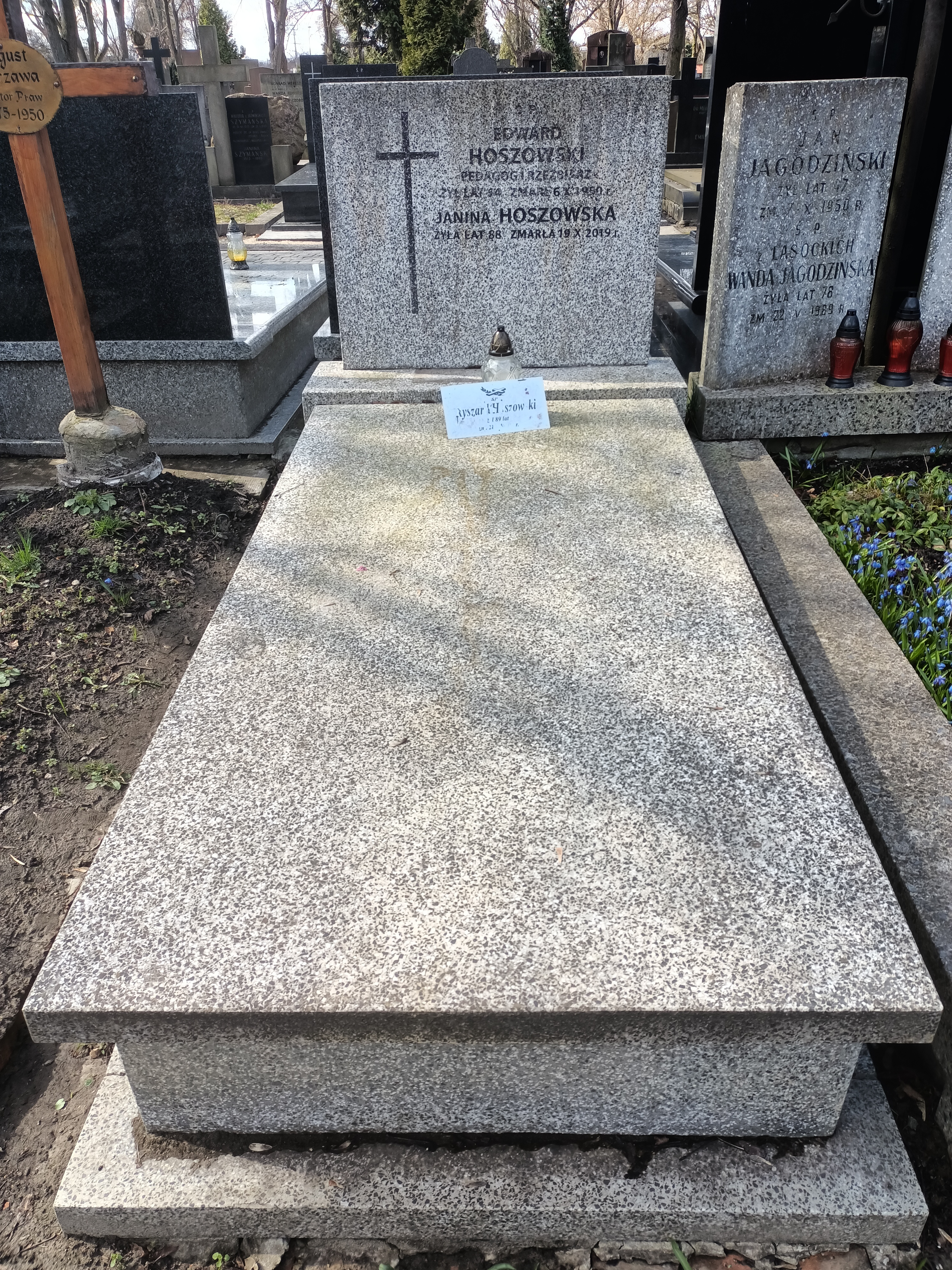
Grób Ryszarda Hoszowskiego na Cmentarzu Powązkowskim

Ryszard Jan Hoszowski (ur. 28 grudnia 1931 w Warszawie, zm. 28 listopada 2021) – polski dyplomata, literat.

## Życiorys
Ryszard Hoszowski w czasie okupacji uczył się na tajnych kompletach. Od 1945 kształcił się w Państwowym Gimnazjum i Liceum im. Stefana Batorego w Warszawie. W 1948 zdał egzamin dojrzałości w Liceum im. Adama Mickiewicza w Warszawie. W latach 1948–1953 studiował na Uniwersytecie Warszawskim, uzyskując tytuł magistra prawa. W 1952 debiutował jako poeta w „Nowej Kulturze”. W 1954 został adiustatorem literackim w „Żołnierzu Wolności”, a w 1955 p.o. kierownika Działu Kulturalnego. Współpracował z tygodnikiem „Trybuna Wolności”. W 1956 wstąpił do Polskiej Zjednoczonej Partii Robotniczej, był członkiem egzekutywy Podstawowej Organizacji Partyjnej PZPR.
We wrześniu 1956 rozpoczął pracę w centrali Ministerstwa Spraw Zagranicznych. Od października 1956 starszy referendarz, a od lutego 1958 do października 1962 attaché w Ambasadzie w Paryżu. Od listopada 1962 do listopada 1963 starszy radca w Departamencie Współpracy Kulturalnej i Naukowej MSZ, a od grudnia 1963 do czerwca 1965 naczelnik wydziału tamże. Od  lipca 1965 II sekretarz, a od stycznia 1967 I sekretarz Ambasady w Bukareszcie. W latach 1969–1972 naczelnik wydziału w MSZ. W październiku 1972 został pierwszym kierownkiem Ambasady w Canberze, do listopada 1973 kierując nią jako chargé d’affaires. Następnie pracował tam do grudnia 1976. Od września 1982 do maja 1986 był radcą Ambasady w Kairze.
Syn Edwarda i Władysławy. Pochowany na Cmentarzu Powązkowskim w Warszawie.